# Olvi

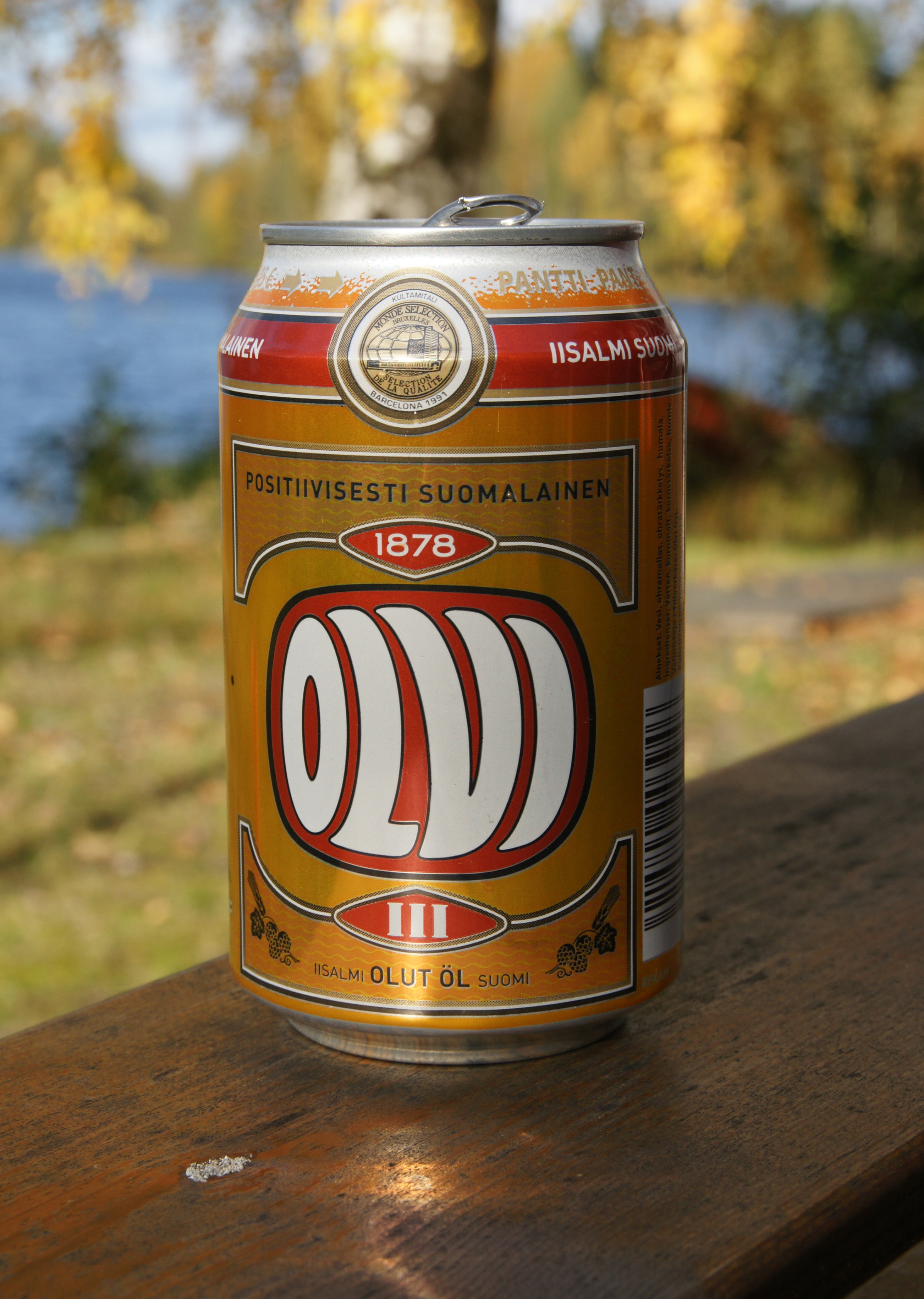
Eine Dose mit Olvi-Bier

Olvi ist ein finnisches Brauereiunternehmen mit Sitz in Iisalmi. Das Unternehmen produziert unter verschiedenen Marken Biere, Limonaden, Energy Drinks und Mineralwasser.
Olvi wurde 1878 unter dem Namen Iisalmen Oluttehdas („Iisalmier Brauerei“) von einer Gruppe von Leuten unter der Führung von Apotheker Gustaf Ignatius und Braumeister William Gideon Åberg gegründet. Im Jahr 1880 wurde die erste Charge Bier verkauft. 26 Jahre später, 1906, wurde die erste Limonade vertrieben. Im Jahr 1919 übernahm Åberg 100 % der Anteile am Unternehmen. Der Name Olvi wurde 1952 angenommen, nachdem die gleichnamige Brauerei Olvi Oy aus Helsinki ihren Betrieb aufgegeben hatte und Iisalmen Oluttehdas sich die Namensrechte sicherte.
Die Olvi-Gruppe verkauft jährlich 7 Millionen Hektoliter Getränke.

## Beteiligungen
Tochterunternehmen von Olvi sind die Brauereien:
- A/S Bryggeriet Vestfyen, Assens (Fünen)
- AS A. Le Coq, Tartu
- JSC Cēsu alus, Cēsis
- JSC Volfas Engelman, Kaunas
- OAO Lidskoe Piwo, Lida.